# Ecliptopera substituta
Ecliptopera substituta là một loài bướm đêm trong họ Geometridae.